# Palazzo Benzon Foscolo
Il Palazzo Benzon Foscolo è una palazzo di Venezia, ubicato nel sestiere di San Marco.
Affacciato sul Canal Grande, vicino al Ponte dell'Accademia e al Campo Santo Stefano, esso sorge affiancato dal Palazzo Barbaro e dal Palazzetto Pisani. 

## Descrizione
La facciata dell'edificio è suddivisa in tre piani con al pianterreno (comprensivo di mezzanino) due portali d'acqua: il principale centrale ed un secondo nella parte destra, nel tempo modificato nella forma ed attualmente murato.
Il piano nobile è formato da una trifora centrale con ai lati due coppie di monofore, tutte con archi a tutto sesto e balaustra sporgente.
Il terzo piano ripropone la stessa sequenza di aperture ma di fattura più modesta. Nella sommità è presente un abbaino centrale a singola apertura e un altro più arretrato sulla parte sinistra del tetto.